# Садретдинов, Генрих Кутдусович
Ге́нрих Кутдусович Садретди́нов (5 декабря 1939 — 10 ноября 2008) — советский и российский историк, основоположник омской школы медиевистики. Кандидат исторических наук, профессор, заведующий кафедрой всеобщей истории Омского государственного университета в 1991—2008 годах. Один из авторов «Большой советской энциклопедии» и «Советской исторической энциклопедии».

## Биография

### Ранний этап
Родился 5 декабря 1939 года в селе Красные Челны Набережно-Челнинского района ТАССР в семье педагогов. В 1957 году, окончив школу, поступил на историко-филологический факультет Казанского государственного университета, где стал одним из любимых учеников А. И. Данилова.
В апреле 1961 года, после переезда А. И. Данилова в Томск, Г. К. Садретдинов, вместе с другими учениками А. И. Данилова, И. И. Шарифжановым и Н. И. Смоленским, перевёлся в Томский государственный университет, который окончил в 1962 году. В том же году начал работать ассистентом кафедры всеобщей истории Томского государственного университета, а с 1963 года, после реорганизации, — ассистентом кафедры истории древнего мира и средних веков, проработав на ней (с уходом в аспирантуру в 1966—1969 годах, после чего вернулся старшим преподавателем) до 1975 года.

### Исследовательская работа
С середины 1960-х гг. Садретдинов публикует в сборнике «Методологические и историографические вопросы исторической науки» научные работы, посвященные изучению проблем перехода от античности к Средневековью во франкоязычной медиевистике, в том числе статьи «К критике куланжистской методики исторического исследования» (1964), «Теоретико-методологические основы исторической концепции Анри Пиренна» (1966), «К становлению и эволюции общеисторических взглядов Анри Пиренна» (1969), «Суд Салической Правды в интерпретации Фюстель де Куланжа» (1965). Последняя из названных статей получила высокую оценку ведущих медиевистов страны — А. И. Неусыхина, Е. В. Гутновой, О. Л. Вайнштейн. Базирующиеся на скрупулезном знании текстов средневековых источников (в частности, Салической Правды), эти статьи являются прекрасным образцом высокопрофессионального историографического анализа. Статья «Суд Салической Правды …» и на сегодняшний день является одним из наиболее квалифицированных разборов исторических взглядов Фюстель де Куланжа в отечественной историографии. Она вошла в ряд методических указателей по курсу истории средних веков и во многих российских вузах до сих пор именно на её основе строятся семинарские занятия, посвященные изучению политического строя салических франков.
Статьи, написанные Г. К. Садретдиновым в этот период, представляют собой классический тип «проблемного» историографического исследования. Автор не скатывается на простой и весьма распространенный в те годы в советской историографии путь обличения «буржуазных реакционных западных ученых» с позиций «единственно верного учения», но и не превращает их в кумиров. Рассматривая приемы работы изучаемых историков с текстами источников, реконструируя логику получения выводов, он обращает первоочередное внимание на правомерность этих выводов, исходя из текстов анализируемых исторических источников. Если выводы исследователя оказываются недостаточно обоснованными, автор предлагает своё видение проблемы, отталкиваясь от текста тех же источников.
Рассматривая генезис феодализма как сложный социальный процесс формирования нового общественного строя, как результат синтеза романских и германских элементов, Г. К. Садретдинов является последовательным сторонником классической общинной теории. С этих позиций он вступает в историографическую полемику с Фюстелем де Куланжем и другими авторами, выявляя неубедительность их интерпретации текстов Цезаря, Тацита или варварских правд.
Наряду с В. В. Стоклицкой-Терешкович и Ю. Л. Бессмертным, Г. К. Садретдинов одним из первых в отечественной историографии обратился к специальному рассмотрению исторической концепции Анри Пиренна. Именно он стал автором статей о Пиренне в «Большой советской энциклопедии» и «Советской исторической энциклопедии», будучи ещё молодым провинциальным учёным, что говорит о признании научным сообществом профессиональных заслуг Садретдинова в этой области. Работы Садретдинова содержат глубокий и всесторонний анализ оригинальной исторической концепции Пиренна. Выделяя интересные и продуктивные аспекты этой концепции, исследователь подверг критике ряд более спорных положений, прежде всего понимание Пиренном роли торговли в экономической жизни раннесредневекового общества и степени натуральности хозяйства, а также положения о качественном различии меровингской и каролингской экономики. Статьи получили положительный отклик как среди отечественных коллег, так и в зарубежной научной периодике.

### Омский период жизни и преподавательская деятельность
В 1975 г. Садретдинов защитил кандидатскую диссертацию по теме "Анри Пиренн и его концепция перехода от античности к средним векам и переехал в Омск, став преподавателем кафедры всеобщей истории Омского государственного университета. Здесь он продолжил заниматься изучением истории французской медиевистики и опубликовал ряд статей, посвященных творчеству Л. Альфана, А. Сэ, М. Блока, Б.Констана. Но основной сферой его деятельности стало преподавание. Это объясняется спецификой работы в молодом вузе, созданном в городе, не имевшем на тот момент серьёзной традиции высшего гуманитарного образования. Садретдинов разработал новые лекционные курсы по истории западного Средневековья, истории стран Азии и Африки в Средние века, истории средневековых славян, впоследствии по истории христианства. В 1991 г. стал заведующим кафедрой всеобщей истории. В 1999 г. получил почётное звание «Заслуженный работник высшей школы Российской Федерации».
Под руководством Садретдинова были защищены 12 кандидатских диссертаций.
Г. К. Садретдинов обладал репутацией очень яркого и неординарного человека, талантливого ученого и блестящего преподавателя. За тридцать три года работы в ОмГУ он стал настоящей легендой факультета, а его многочисленные афоризмы стали крылатыми фразами, передаваемыми историками (и не только омскими) из поколение в поколение. Руководимый им спецсеминар неизменно пользовался огромной популярностью среди студентов и в Томске, и в Омске.
Г. К. Садретдинов исповедовал православие (крещён с именем Геннадий).
Скончался 10 ноября 2008 года в Омске. Похоронен на Северо-Восточном кладбище.

## Основные работы
- Суд Салической правды в интерпретации Фюстель де Куланжа// Методологические и историографические вопросы исторической науки. — Томск, 1964. — Вып. 2.
- Теоретико-методологические основы исторической концепции Анри Пиренна// Методологические и историографические вопросы исторической науки. — Томск, 1969. — Вып. 6.
- К характеристике становления и эволюции общеисторических взглядов Анри Пиренна// Методологические и историографические вопросы исторической науки. — Томск, 1969. — Вып. 6.
- К вопросу о решении проблемы перехода от античности к средним векам в буржуазной историографии 20-30-х годов XX в.// Методологические и историографические вопросы исторической науки. — Томск, 1972. — Вып. 7-8.
- Анри Пиренн о переходе от античности к средним векам// Методологические и историографические вопросы исторической науки. Статья первая// Томск, 1976. — Вып. 20.
- Анри Пиренн о переходе от античности к средним векам// Методологические и историографические вопросы исторической науки. Статья вторая// Томск, 1977. — Вып. 21.
- Историографические этюды. — Омск, 2003. (В соавторстве с А. В. Свешниковым)